# Lijst van coaches van het Maltees voetbalelftal (mannen)
Dit is een lijst van bondscoaches van het Maltees voetbalelftal mannen.

## Bondscoaches
| Naam               | Land van herkomst | Begin periode     | Einde periode     | Prijzen | Opmerkingen/Wijze van vertrek                                     |
| ------------------ | ----------------- | ----------------- | ----------------- | ------- | ----------------------------------------------------------------- |
| Joe A. Griffiths   | Malta             | 15 februari 1957  | 30 juni 1961      |         |                                                                   |
| Carm Borg          | Malta             | 5 november 1961   | 8 juni 1964       |         |                                                                   |
| János Bédl         | Hongarije         | 1 januari 1966    | 31 december 1966  |         |                                                                   |
| Carm Borg          | Malta             | 11 oktober 1970   | 21 april 1971     |         |                                                                   |
| Victor Scerri      | Malta             | 28 september 1973 | 11 november 1973  |         |                                                                   |
| Terenzio Polverini | Italië            | 1 juli 1974       | 30 juni 1976      |         |                                                                   |
| Johny Calleja      | Malta             | 31 oktober 1976   | 14 mei 1978       |         |                                                                   |
| Victor Scerri      | Malta             | 28 oktober 1978   | 21 december 1983  |         |                                                                   |
| Gencho Dobrev      | Bulgarije         | 23 mei 1984       | 31 december 1987  |         |                                                                   |
| Horst Heese        | Duitsland         | 7 februari 1988   | 16 mei 1991       |         |                                                                   |
| Philip Psaila      | Malta             | 1 juni 1991       | 30 juni 1993      |         |                                                                   |
| Pietro Ghedin      | Italië            | 5 november 1993   | 31 december 1995  |         |                                                                   |
| Milorad Kosanovic  | Servië            | 15 maart 1996     | 30 juni 1997      |         |                                                                   |
| Josif Ilic         | Servië            | 22 juli 1997      | 30 juni 2001      |         |                                                                   |
| Sigfried Held      | Duitsland         | 8 juli 2001       | 26 augustus 2003  |         |                                                                   |
| Horst Heese        | Duitsland         | 15 september 2003 | 30 juni 2006      |         | Gestopt, Dusan Fitzel vervangt hem                                |
| Dusan Fitzel       | Tsjechië          | 17 januari 2006   | 30 juni 2009      |         | Gestopt vanwege gezondheidsproblemen, John Buttigieg vervangt hem |
| John Buttigieg     | Malta             | 1 juli 2009       | 25 oktober 2011   |         | Ontslagen, Pietro Ghedin vervangt hem                             |
| Pietro Ghedin      | Italië            | 3 mei 2012        | 8 oktober 2017    |         | Ontslag genomen, Tom Saintfiet vervangt hem                       |
| Tom Saintfiet      | België            | 11 oktober 2017   | 25 april 2018     |         | Contract verscheurd, Ray Farrugia vervangt hem                    |
| Ray Farrugia       | Malta             | 2 mei 2018        | 31 december 2019  |         | Wederzijds toestemming, Devis Mangia vervangt hem                 |
| Devis Mangia       | Italië            | 30 december 2019  | 30 september 2022 |         | Ontslag genomen, Gibert Agius vervangt hem                        |
| Gilbert Agius      | Malta             | 8 november 2022   | 14 december 2022  |         | Interim, Michele Marcolini vervangt hem                           |
| Michele Marcolini  | Italië            | 1 januari 2023    |                   |         |                                                                   |

Malta Football Association · A-internationals · Bondscoaches · Statistieken · Maltees vrouwenelftal · Malta U21 · Malta U20 · Malta U19 · Malta U18 · Malta U17 · Malta U16
1957 – 1959 ·
1960 – 1969 ·
1970 – 1979 ·
1980 – 1989 ·
1990 – 1999 ·
2000 – 2009 ·
2010 – 2019 ·
2020 − 2029
1957 · 
1958 · 
1959 · 
1960 · 
1961 · 
1962 · 
1963 · 
1964 · 
1965 · 
1966 · 
1967 · 1968 · 
1969 · 
1970 · 
1971 · 
1972 · 
1973 · 
1974 · 
1975 · 
1976 · 
1977 · 
1978 · 
1979 · 
1980 · 
1981 · 
1982 · 
1983 · 
1984 · 
1985 · 
1986 · 
1987 · 
1988 · 
1989 · 
1990 ·
1991 · 
1992 · 
1993 · 
1994 · 
1995 · 
1996 · 
1997 · 
1998 · 
1999 · 
2000 · 
2001 · 
2002 · 
2003 · 
2004 · 
2005 · 
2006 · 
2007 · 
2008 · 
2009 · 
2010 · 
2011 · 
2012 · 
2013 · 
2014 · 
2015 · 
2016 ·
2017 ·
2018 ·
2019 ·
2020 ·
2021 ·
2022
Albanië ·
Algerije ·
Andorra ·
Angola ·
Armenië ·
Azerbeidzjan ·
België ·
Bosnië en Herzegovina · 
Bulgarije ·
Canada ·
Centraal-Afrikaanse Republiek ·
Cyprus ·
DDR ·
Denemarken ·
Duitsland ·
Egypte ·
Engeland ·
Estland ·
Faeröer ·
Finland ·
Frankrijk ·
Gabon ·
Georgië ·
Gibraltar · 
Griekenland ·
Hongarije ·
Ierland ·
IJsland ·
Indonesië ·
Israël ·
Italië ·
Japan ·
Joegoslavië ·
Jordanië ·
Kaapverdië ·
Kazachstan ·
Koeweit ·
Kosovo ·
Kroatië ·
Letland ·
Libanon ·
Libië ·
Liechtenstein ·
Litouwen ·
Luxemburg ·
Moldavië ·
Nederland ·
Noord-Ierland ·
Noord-Macedonië ·
Noorwegen ·
Oekraïne ·
Oostenrijk ·
Polen ·
Portugal ·
Qatar ·
Roemenië ·
Rusland ·
San Marino ·
Schotland ·
Slovenië ·
Slowakije ·
Spanje ·
Thailand ·
Tsjechië ·
Tsjecho-Slowakije ·
Tunesië · 
Turkije · 
Venezuela · 
Verenigde Arabische Emiraten ·
Verenigde Staten ·
Wales ·
Wit-Rusland ·
Zuid-Afrika ·
Zuid-Korea ·
Zweden ·
Zwitserland